# Kdam Eurovision 1986
Die israelische Vorentscheidung zum Eurovision Song Contest 1986 fand am 27. März 1986 in Jerusalem statt.
Das Sieger-Duo Moti Giladi und Sarai Tzuriel erreichte beim Eurovision Song Contest 1986 im norwegischen Bergen den 19. Platz, die bis zu diesem Zeitpunkt schlechteste Platzierung Israels in diesem Wettbewerb.

## Ergebnisse der Vorentscheidung
| Nr. | Interpret                     | Song                                   | Punkte | Platzierung |
| --- | ----------------------------- | -------------------------------------- | ------ | ----------- |
| 1   | Yehuda Tamir                  | „Na'ara“ (נערה)                        | 43     | 4           |
| 2   | Adama                         | „La ve'li“                             | 17     | 10          |
| 3   | Miri Aloni                    | „Kmo ha'emuna“                         | 26     | 8           |
| 4   | Moti Giladi und Sarai Tzuriel | „Yavo Yom“                             | 66     | 1           |
| 5   | Boaz Sharabi                  | „Halevai“ (הלוואי)                     | 1      | 12          |
| 6   | Doron Mazar                   | „Nagni li balalaika“ (נגני לי בללייקה) | 56     | 2           |
| 7   | Rita                          | „Shvil ha'bricha“                      | 43     | 4           |
| 8   | Shula Chen                    | „Gitara“                               | 17     | 10          |
| 9   | Arba Lev Adom                 | „Yesh“                                 | 24     | 9           |
| 10  | Isolir Band                   | „Kafe o te“                            | 40     | 6           |
| 11  | Zvika Pick                    | „Layla layla“                          | 27     | 7           |
| 12  | Haim Moshe                    | "Le'chaim" (לחיים)                     | 46     | 3rd         |